# Red Stay Behind
La Red Stay Behind era un operativo llevado por organizaciones secretas en un país, listas para actuar en caso de que un enemigo atacara su territorio. En este caso, los operativos pasarían a formar la base de un movimiento de resistencia o a actuar como espías detrás de las líneas enemigas. Las operaciones podrían cubrir pequeñas zonas o tener capacidad de poder reaccionar ante la conquista de todo un país.

## Nacimiento
Las Redes Stay Behind, incluyendo movimientos partisanos y de resistencia, tuvieron un tamaño significativo durante la Segunda Guerra Mundial, liberando por ellos mismos vastos territorios de países ocupados por el Eje, como Italia, Yugoslavia o la Unión Soviética, o manteniendo ocupadas a numerosas tropas alemanas en la retaguardia.
Durante la Guerra Fría, la Organización del Tratado del Atlántico Norte (OTAN) y la Agencia Central de Inteligencia (CIA) de Estados Unidos patrocinaron numerosas Redes Stay Behind en muchos países europeos con la intención de activarlos en caso de que los países del Pacto de Varsovia los atacaran o que algún partido comunista de estos países llegara al poder democráticamente. Según Martin Packard, estos grupos «fueron financiados, armados y entrenados en actividades de resistencia encubierta, incluyendo asesinatos, provocación política y tácticas de desinformación». A lo largo de los años se encontraron muchos escondites de armas ocultas en Italia, Austria, Alemania, Holanda y otros países, a disposición de estos ejércitos secretos. La más famosa de estas operaciones de la OTAN fue la Operación Gladio, cuya existencia fue reconocida por el primer ministro italiano Giulio Andreotti el 24 de octubre de 1990.
En algunos casos, estos operativos se desvían de su propósito declarado y se convierten en activos contra elementos en sus propios países que consideren «subversivos» -en lugar de esperar y luchar contra una invasión directa, alegan estar luchando contra «una subversión silenciosa en su país».

## Desarrollo
La Red Stay-Behind fue mencionada en 1976 en el informe de la comisión de investigación parlamentaria de EE. UU. sobre la CIA presidido por el senador Frank Church. Informaciones más precisas fueron dadas para conocimiento público en 1978 por el antiguo jefe del stay-behind y exdirector de la CIA, Wiliam Colby, en su autobiografía.
Numerosos detalles han sido publicados en 1982 por el coronel Alfred H. Paddok, antiguo comandante del 4.º. Grupo de Acción Psicológica. En el mismo 1982, el responsable de la Oficina de Investigaciones Especiales, John Loftus, reveló las condiciones de reclutamiento de los stay-behind entre los agentes nazis. El periodista e historiador Gianni Flamini describió sus acciones en Italia en su monumental obra (1981 a 1984). La redefinición de las acciones del stay-behind fue analizado durante un coloquio organizado en 1988 por el United States National Strategy Información Center (Centro Nacional de Información Estratégica de los EE. UU.).
A pesar de la abundante bibliografía y documentación de este movimiento, dicha información está cortada y da una imagen tergiversada del sistema. Documentos del Departamento de Estado de EE. UU. desclasificados y publicados han completado la información respectiva, dando a conocer la existencia de un dispositivo global de injerencia en la vida democrática de los países aliados. Esta red de espionaje fue mucho más amplia de lo que se pensaba, incluso los stay-behind no fueron los únicos en participar.

## Infiltración por la Stasi
La Stasi se infiltró en la Red Stay Behind desde los años 1970. Heidrun Hofer, una secretaria que trabajaba en el Departamento IV del BND de Múnich, el servicio a cargo de la dirección de la red Red Stay Behind, fue contactada y empezó a trabajar para la Stasi. Ya desde los años 1960, la Stasi identificaba un tipo especial de agentes del servicio secreto de la RFA. La Stasi los llamaba «agentes» (Überrollagenten) que se preparaban para una invasión de los ejércitos del Pacto de Varsovia y que habían sido entrenados para la realización de acciones subversivas tras las líneas enemigas.

«Estos agentes son hombres y mujeres, ciudadanos de la RFA que viven en territorio de Alemania occidental, en muchos casos a lo largo de la frontera con la RDA y Checoslovaquia. Tienen un buen conocimiento de su zona de operaciones y actúan solos o en grupos de 3 o 4 para efectuar misiones que se les confían en un radio de 40 kilómetros a partir del lugar donde residen. Según las informaciones de las que disponemos, entre 16 y 20 unidades están en contacto regular con el BND. Según varias fuentes en el seno del BND, el número total de agentes podría elevarse a 80.
MfS Hauptabteilung III. Report of General Major Männchen to Genosse Generalleutnant Neiber, Berlín, 6 de noviembre de 1984. Desclasificado.

## Se reconoce su existencia
La existencia del stay-behind fue oficialmente reconocida en Alemania, Austria (red Schwert),Bélgica, Dinamarca, España,Francia (Rosa de los vientos),Grecia (Vellón rojo),Italia (Gladio),Luxemburgo, Noruega, Países Bajos, Portugal,Reino Unido,Suecia, Suiza y Turquía. Ninguna investigación se llevó a cabo dentro de las instituciones de la Unión Europea, a pesar de la gran cantidad de información y de los numerosos índices que hacían pensar que los stay-behind controlaban los engranajes esenciales de la unión pan-europea.
En el momento del escándalo que desencadenó Andreotti en 1990, el canal de televisión privado RTL conmocionó a la opinión pública alemana al revelar en un reportaje sobre el Gladio que exmiembros de la temida Waffen-SS habían sido después miembros de la red stay-behind alemana.

«Alemania disponía de un excelente potencial en hombres entrenados para conformar las unidades clandestinas y las reservas del ejército secreto (unidades stay-behind). Una resistencia eficaz puede y debe organizarse.» 
Documento del estado mayor estadounidense titulado Overall Strategic Concepts (Conceptos Estratégicos Generales) 28 de marzo de 1949

Incluso se planificaron acciones de subversión dentro de las fronteras alemanas.